# Conty
Conty är en kommun i departementet Somme i regionen Hauts-de-France i norra Frankrike. Kommunen ligger i kantonen Conty som tillhör arrondissementet Amiens. År 2022 hade Conty 1 709 invånare.

## Befolkningsutveckling
Antalet invånare i kommunen Conty
| Referens: INSEE |